# Олгой-хорхой
Олгой-хорхой (монг. олгой хорхой, буквально «червь, подобный толстой кишке коровы») — легендарное существо, безголовый толстый червь, якобы обитающий в безлюдных пустынях Монголии и убивающий крупный скот и людей на расстоянии, предположительно ядом либо разрядом электричества.
В англоязычной литературе и кинематографе известен под названием англ. Mongolian death worm.
Зоолог Юрий Константинович Горелов в 1983 году установил, что прототипом олгой-хорхоя является восточный удавчик (лат. Eryx tataricus).

## Сообщения Эндрюса
В 1922 году в Монголию отправилась Центральноазиатская научная экспедиция, финансируемая Американским музеем естественной истории. Возглавлял её американский профессор-палеонтолог Рой Чепмен Эндрюс. В 1926 году он издал книгу под названием «По следам древнего человека» (англ. On the Trail of Ancient Man), в которой и содержалось первое сообщение об олгой-хорхое.
Экспедиция прибыла в Монголию вскоре после революции, приведшей к ограничению Богдо-ханской монархии. Для получения разрешения на передвижение по стране и производство научных изысканий Эндрюс встретился в резиденции МИД Монголии с представителями Народного правительства Монголии: премьер-министром Дамдинбазаром, министром иностранных дел Цэрэндоржем и рядом других официальных лиц. В ходе встречи премьер-министр попросил Эндрюса, если возникнет такая возможность, отловить для монгольского правительства экземпляр животного, чьё название Эндрюс записал как англ. allergorhai-horhai. По словам Дамдинбазара, сам он животное не встречал, но был знаком с человеком, который видел его и остался в живых. Ещё один из министров утверждал, что животное видел родственник сестры его жены. Хотя никто из присутствующих не встречал существо лично, они были твёрдо убеждены в его существовании и немедленно дали учёному его описание:

Выглядит как колбаса около двух футов длины, без головы и ног, настолько ядовитое, что одно лишь прикосновение к нему означает немедленную смерть. Обитает в самых безлюдных частях пустыни Гоби,..Оригинальный текст (англ.)It is shaped like a sausage about two feet long, has no head nor leg and it is so poisonous that merely to touch it means instant death. It lives in the most desolate parts of the Gobi Desert,..

Профессор заверил монгольских государственных деятелей в том, что если на пути экспедиции попадётся allergorhai-horhai, он будет добыт с помощью длинных стальных щипцов, а опасность взгляда на столь ядовитое существо будет нейтрализована тёмными очками.
В последующие годы состоялось ещё несколько экспедиций в Монголию, а в 1932 году вышел обобщающий труд «The New Conquest of Central Asia», в первом томе которого Эндрюс повторил описание животного и обстоятельства беседы с руководством Монголии в 1922 году, сообщив дополнительные детали относительно местообитания данного существа:

Говорят, что оно обитает в самых засушливых песчаных частях западной Гоби.Оригинальный текст (англ.)It is reported to live in the most arid, sandy regions of the western Gobi.

Сам профессор Эндрюс счёл животное мифическим, поскольку не смог найти ни одного свидетеля, лично видевшего его. Однако он отметил, что твёрдая убеждённость большинства населения Монголии в существовании allergorhai-horhai и единообразие его описаний позволяют предположить, что этот миф может иметь некоторую фактическую основу.

## Олгой-хорхой в творчестве Ефремова
Ещё во время Великой Отечественной войны советский палеонтолог и писатель-фантаст Иван Антонович Ефремов вынашивал планы побывать в Монголии. Под впечатлением книг Эндрюса он написал рассказ о смертоносном черве, впервые опубликованный под названием «Аллергорхой-Хорхой» в авторском сборнике «5 румбов» в 1944 году.
В период 1946—1949 годов АН СССР провела серию экспедиций в пустыню Гоби, руководителем которых был Ефремов. Во время этих экспедиций, главной задачей которых был поиск описанных Эндрюсом залежей окаменевших останков доисторических животных, Ефремов сам ознакомился с монгольскими легендами и уточнил название животного как «олгой-хорхой». В документальной книге «Дорога ветров» он описал разговор об олгой-хорхое с пожилым монгольским проводником Цевеном:

К общему удивлению, Цевен объявил, что много слышал об этом гигантском червяке, убивающем наповал, но не видал его. В четырех уртонах на юго-восток от аймака есть местность Халдзан-дзахе («Лысый край»), где на барханных песках живет олгой-хорхой. Но его можно видеть только в самую жару, в июне — июле, позднее он зарывается в землю и спит.
Посыпались шутки об этих непонятных свойствах хорхоя. Цевен рассердился и, сурово нахмурившись, сказал несколько слов Данзану.

- Он говорит, — перевел молодой геолог, — они смеются только потому, что ничего не знают и не понимают. Олгой-хорхой — это страшная вещь!..
В авторском послесловии к переизданию рассказа Ефремова «Олгой-Хорхой» говорится:

Во время своих путешествий по Монгольской пустыне Гоби я встречал много людей, рассказывавших мне о страшном червяке, обитающем в самых недоступных, безводных и песчаных, уголках гобийской пустыни. Это легенда, но она настолько распространена среди гобийцев, что в самых различных районах загадочный червяк описывается везде одинаково и с большими подробностями; следует думать, что в основе легенды есть правда. По-видимому, в самом деле в пустыне Гоби живёт ещё неизвестное науке странное существо, возможно — пережиток древнего, вымершего населения Земли.
В фантастическом описании Ефремова олгой-хорхой похож на обрубок толстой колбасы около метра длиной с одинаковыми тупыми концами без различимой головы, глаз, рта и конечностей. По поверхности песка он передвигается неуклюже, сгибаясь пополам и быстро выпрямляясь, иногда перекатываясь. Атакуя неосторожно приблизившихся людей, олгой-хорхой свивается кольцом и меняет окраску с жёлто-серой на фиолетово-синюю, а на концах ярко-голубую. Предположительным способом его смертоносного воздействия, погубившего в рассказе двух членов экспедиции, назван мощный электрический разряд или разбрызгиваемый яд.

## Другие упоминания в литературе

### Братья Стругацкие
Олгой-хорхой упоминается в повести Аркадия и Бориса Стругацких «Страна багровых туч» как «единственное сухопутное животное на Земле, вооружённое электричеством», впервые описанное «в одном из гобийских рассказов Ивана Ефремова полвека назад». В фантастическом описании Стругацких олгой-хорхой выглядит следующим образом:

…по склону соседнего бархана ползёт, извиваясь, преогромный сизый червяк… Настоящий удав, боа-констриктор… Весь в этаких кольцах…
Кроме того, олгой-хорхой упоминается в повести «Сказка о Тройке» и в романе Бориса Стругацкого «Бессильные мира сего».

### Чарльз М. Богерт и Рафаэль Мартин дель Кампо
В 1956 году герпетологи Чарльз Митчилл Богерт и Рафаэль Мартин дель Кампо разместили в «Бюллетене Американского музея естественной истории» посвящённую ядовитым ящерицам семейства ядозубов статью «The gila monster and its allies», в которую была включена мистификация: существо под названием лат. Sampoderma Allergorhaihorhai, гибрид мексиканского ядозуба и индийской кобры. Этот гибрид позиционировался как прототип олгой-хорхоя и «пёстрой ленты» из одноимённого рассказа Артура Конана Дойля. Утверждалось, что гибрид мог быть выведен доктором Грискомом Ройлоттом в Калькутте и, сбежав из лаборатории, распространиться по Индии и сопредельным территориям, включая Монголию. В описании из статьи вымышленное существо имеет внешний вид близкий к ящерицам семейства сцинковых, подобное колбасе туловище и окраску в виде пёстрой ленты. У него есть ноги, уши и ядовитые зубы как в верхней, так и в нижней челюсти. Смертоносность Sampoderma Allergorhaihorhai объясняется наличием двух ядовитых аппаратов, унаследованных от её предков и усилившихся вследствие эффекта гибридизации.

### Спартак Ахметов и Александр Янтер
Встреча с олгой-хорхоем описана в фантастическом рассказе Спартака Ахметова и Александра Янтера «Синяя смерть», впервые изданном в 1979 году в альманахе «На суше и на море». Герои рассказа, — участники научной экспедиции в Бордзон-Гоби, — обнаруживают в песках неизвестный источник мощного ультрафиолетового излучения длиной волны около 260 нм, затем находят погибшего гобийского медведя с признаками смерти от удушья. Наконец им встречается олгой-хорхой, который атакует врача экспедиции, вызывая у неё иррациональный страх. К счастью, опасное животное немедленно погибает из-за случайно вылитой на него мыльной воды. Учёные экспедиции высказывают предположение, что поражающим фактором его атаки является мощное, вероятно лазерной природы, ультрафиолетовое излучение, возможно сопровождаемое также гамма- и бета-лучами. Причиной появления олгой-хорхоя на поверхности они считают повышение уровня грунтовых вод из-за обильных дождей. Внешний вид животного в рассказе описан так:

…из расступившегося песка появилось нечто круглое и сизовато-серое…
…неизвестное животное почти на полметра вылезло на поверхность и превратилось в толстого, сантиметров тридцать в диаметре, червяка, покрытого сверкающими на солнце узкими пластинками. Больше всего он напоминал огромную личинку майского жука. На тупом конце его вдруг вспыхнул голубоватый огонек, который медленно разгорался, наливаясь синевой…
…Животное казалось твердым и полупрозрачным: пластинки, кольцами охватившие тело, отливали сизым, а в глубине угадывалось что-то густо-фиолетовое. В передней тупой части выделялись изъеденные участки — будто ожоги.

### Иван Мацкерле
Чешский автомобильный инженер и криптозоолог-энтузиаст Иван Мацкерле заинтересовался историями об олгой-хорхое, обобщил публикации на английском, русском и монгольском языках и организовал несколько экспедиций для его поисков, первая из которых состоялась в 1990 году. В начале 1990-х годов он опубликовал несколько статей об олгой-хорхое на чешском языке и снял документальный фильм о его поисках под названием «Загадка песчаного монстра (чеш. Záhada písečného netvora)», который был показан чешским телевидением. Его статьи были переведены на английский язык и изданы в журналах уфологической и мистической тематики в 1992—1994 годах. По мнению американского писателя в жанре научного скептицизма и ведущего научно-популярного радиоканала «Skeptoid» Брайана Даннинга, именно публикации Мацкерле послужили причиной популярности олгой-хорхоя в позднейшей криптозоологической литературе. Согласно собранным Мацкерле сведениям, олгой-хорхой похож на наполненную кровью кишку и перемещается под землёй, что можно заметить по волнообразному движению песка.

## Точка зрения академической науки
По сообщениям монгольских учёных С. Цэрэндаша и В. Дугэрмаа, почти все жители некоторых районов Гоби убеждены, что в глухих местах водятся черви, убивающие на расстоянии. Известный исследователь Монголии А. Д. Симуков в 1930 году писал:

Олгой хорхой в Цзаг сучжин гоби довольно обыкновенен. Говорят о нём много и очень боятся. Если он появляется в юрте — скочёвывают. На поверхности он появляется чаще всего после дождей, когда земля сыровата. В юртах олгой хорхой появляется по большей части под ведрами, где бывает сыро. Упорно говорят о его ядовитости. Цвет определяют как «белая парча». Кроме олгой хорхоя жители Цзаг сучжин гоби говорили о «темен суль хорхой», определяя его как бесхвостую ящерицу.
Учитывая, что монгольское название «монг. тэмээн сүүл» (буквально «верблюжий хвост») означает восточного удавчика, олгой-хорхой может быть восточным удавчиком. Советский и российский зоолог Юрий Константинович Горелов, много работавший в Монголии, выяснил, что в начале 1970-х годов монгольский пастух убил олгой-хорхоя, после чего поместил его в банку с жидким дезинфектантом, которым производится лечение у скота язв от слепней, и во время праздника несколько дней показывал олгой-хорхоя в городе Далан-Дзадгад. В 1983 году Горелову удалось встретиться с этим пастухом, который дал следующее описание животного:

…большой червяк, у которого даже с близкого расстояния трудно было различить голову и хвост. То ли два хвоста, то ли две головы с обеих сторон. А по бокам светлые полосы.
После этого Горелов добыл живого восточного удавчика и предъявил животное пастуху. Тот подтвердил, что это именно олгой-хорхой.

## Олгой-хорхой в криптозоологии
После публикации статей Ивана Мацкерле в начале 1990-х годов, олгой-хорхой стал популярным объектом криптозоологии и упоминается практически во всех книгах по этой теме. Большинство публикаций опираются на статьи Мацкерле и найденные им источники. Современные туристы и криптозоологи нередко воспринимают эту легенду всерьёз, но их поиски остаются безуспешными: по состоянию на начало 2013 года никем не представлено фотографий или иных доказательств существования олгой-хорхоя.

## Похожие животные в массовой культуре
- В игре ArcheAge существует тип монстров под названием «ол-хоргой», базовая разновидность которых характеризуется как «ол-хоргои — гигантские черви, пожиратели песков»[19].
- По версии журнала «Мир Фантастики», легендарный бразильский червь минхочао является «дальним родственником» олгой-хорхоя[20].
- В книге Рика Янси «Проклятие Вендиго» олгой-хорхой напал на главного героя, который по неосторожности вытащил его из террариума в Нью-Йоркском монстрариуме[21].
- В сериале «Зов крови» (серия 2x05) появляется 300-тысячелетний монгольский могильный червь, убивающий электричеством.
- В сериале «Охотники за монстрами» (серия 1x02 и вступительная заставка второго сезона) был монстр под названием «Монгольский смертоносный червь».
- В фанатском дополнении Horn of the Abyss к игре «Герои Меча и Магии 3» олгой-хорхой является улучшенным существом 5 уровня фракции Фабрика[22].

## Комментарии
1. ↑  примерно 60 см
2. ↑  Эндрюс пишет: «every northern Mongol firmly believes in it», очевидно, имея в виду население Внешней Монголии, которая часто называется «северной Монголией» в англоязычной литературе соответствующего периода.
3. ↑  В оригинале: «but it may have some little basis in fact».
4. ↑  120—140 км
5. ↑  Далан-Дзадагад
6. ↑  Фамилия и место работы совпадают со сведениями о злодее из рассказа «Пёстрая лента».
7. ↑  «Пёстрая лента» Дойля должна слышать свист владельца, а змеи глухи.
8. ↑  Уходящий через монгольскую границу в Китай песчаный массив на юге монгольского сомона Номгон Южногобийского аймака[14]; находится на территории Малого гобийского заповедника, кластер «А»)[15].